# Шаванат
Шаванат (фр. Chavanatte) је насељено место у Француској у региону Франш-Конте, у департману Територија Белфор.
По подацима из 2011. године у општини је живело 166 становника, а густина насељености је износила 43,01 становника/km².

## Демографија
| 1962. | 1968. | 1975. | 1982. | 1990. | 2011. |
| ----- | ----- | ----- | ----- | ----- | ----- |
| 79    | 82    | 88    | 104   | 19    | 166   |